# ОШ „Сретен Младеновић” Десимировац
ОШ „Сретен Младеновић” Десимировац, насељеном месту на територији града Крагујевца, основана је 1894. године. Интеграцијом три осморазредне школе и њених припадајућих, физички издвојених одељења, школа у Десимировцу постаје матична и носи име Сретен Младеновић од 1960. године.
У новом, наменски грађеној школској згради, ради од новембра 2001. године. Непосредно уз новоизграђени школски објекат налази се стара школа која се реновирањем може довести у функцију. 
У саставу школе су издвојена одељења која имају богату историју:
- Школа у Лужницама је основана 1871. године, 1889. године је донета одлука да се изгради нова школска зграда која је завршена 1900. године, а 1951. године школа постаје вишеразредна, у реновираном објекту ради од 2007. године.
- Школа у Пајазитову је основана 1910. године.
- Школа у Новом Милановцу је основана 1909. године.
- Школа у Горњим Јарушицама је основана 1838. године.
- Школа у Церовцу је основана 1906. године.
- Школа у Реснику је основана 1891. године.
- Школа у Опорници